# International Diabetes Federation

Logo

Die International Diabetes Federation (IDF) ist eine weltweite Organisation zur Erforschung, Prävention und Behandlung des Diabetes mellitus mit Sitz in Brüssel.

## Organisation
Die Gesellschaft wurde 1950 in Amsterdam gegründet. Es gibt mehr als 200 Mitgliedsorganisationen in über 160 Staaten an, sie ist damit die größte Diabetes-Dachorganisation. Ihr Wahlspruch lautet: "To promote diabetes care, prevention and a cure worldwide." Das leitende Gremium ist der Vorstand. Er bedient sich der Geschäftsführung und weiterer Unterorgane. Die Mitgliedsorganisationen sind in sieben Regionen mit eigenen Vorständen gegliedert.

## Mitglieder und Partner
Die Mitgliederorganisationen aus dem deutschen Sprachraum sind
- diabetesDE – Deutsche Diabetes-Hilfe
- die Österreichische Diabetes Gesellschaft (ÖDG)  und
- die Schweizerische Diabetes-Gesellschaft.

Neben den Fachgesellschaften gibt es noch Unternehmen, die die IDF als "corporate partners" finanziell und bei Aktivitäten unterstützen. Die derzeit ca. 20 Partner sind durchwegs Hersteller von Antidiabetika und medizintechnischen Geräten zur Diagnostik und Behandlung von Diabetes.
Die IDF ist assoziiert mit dem Department of Public Information der Vereinten Nationen und pflegt offizielle Beziehungen mit der WHO und der Pan American Health Organization.